# Giulio Ferrarini (politico)
Giulio Ferrarini (Fidenza, 20 marzo 1942 – Fidenza, 3 gennaio 2014) è stato un politico italiano, parlamentare e sottosegretario di Stato del Partito Socialista Italiano.

## Biografia
Nato a Fidenza nel 1942, fu militante e dirigente del Partito Socialista Italiano nelle cui liste fu eletto consigliere comunale borghigiano (nonché nominato vicesindaco) e deputato per ben tre legislature, dal 1983 al 1992. Nel corso della X Legislatura fu nominato Sottosegretario di Stato ai Lavori Pubblici nel Governo Andreotti VII (1991-1992). Dirigente locale del PSI fu eletto segretario della federazione parmense nel 1976, all'indomani dello "scandalo edilizio" che portò alla caduta della giunta guidata da Cesare Gherri. Membro della segreteria regionale dal 1978, fu primo dei non eletti alle elezioni politiche del 1979, prima di essere eletto a Montecitorio nella successiva tornata elettorale.
È morto a Fidenza il 3 gennaio 2014 all'età di 71 anni .